# Chepstow
Chepstow (en galés: Cas-gwent) es una ciudad en Monmouthshire, País de Gales, junto a la frontera con Gloucestershire, Inglaterra. Se encuentra al lado del río Wye, cerca de su confluencia con el río Severn, y cerca del extremo occidental del puente Severn en la autopista M48. Se trata de 14 millas (23 kilómetros) al este de Newport y 110 millas (180 kilómetros) al oeste de Londres. 
Chepstow es conocida por su castillo, el más antiguo construido en piedra de los que sobreviven en el Reino Unido, y por su hipódromo, donde se celebra el Gran Nacional de Gales.
- Datos: Q771986
- Multimedia: Chepstow / Q771986